# Profi

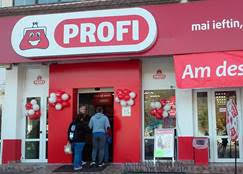

Profi este un lanț de supermarketuri și magazine de proximitate din Belgia, deținut de către compania Ahold Delhaize, care deține și magazinele Mega Image.

## Profi în România
Profi este compania românească de retail modern cu cea mai mare extindere în teritoriu și cu un ritm de creștere încă neegalat în România. De aproape 22 ani, lanțul de magazine Profi se dezvoltă continuu, în ritm accelerat. Cu aproape 26.000 de angajați în magazine integrate și partener și aproape 1600 de magazine în peste 700 de localități, Profi este cel mai mare angajator privat și totodată rețeaua de retail modern cu cea mai mare extindere geografică din România. În 2021 Profi a introdus un nou concept de magazin – care, în baza succesului de care se bucură, urmează să se extindă în întreaga rețea – lucru ce punctează încă un pas important în evoluția companiei. În mai 2019, Profi a devenit prima rețea cu mai mult de 1000 de magazine amplasate în aproape 500 de localități din toate județele și municipiul București iar în decembrie 2021 depășea 1500 de magazine. Extinderea continuă cu sute de noi magazine în fiecare an.
Concurenții Profi sunt Kaufland, Carrefour, Lidl, Penny Market, Mega Image. Rețeaua de magazine a achiziționat lanțul comercial „Albinuța” în 2007 de la societatea lituaniană Matima LT, pentru care a plătit 25,2 milioane RON.
80 % din sortimentul PROFI este produs în România, iar mărcile proprii reprezintă 20 % din totalul produselor. În 2012, PROFI a inaugurat un birou propriu și la Cracovia, în Polonia.
Majoritatea magazinelor se prezintă în format Standard, magazin cu suprafețe mari și gamă largă de produse. În zonele urbane funcționează și conceptul PROFI City, un magazin cu format și sortiment mai restrânse. În anul 2015, PROFI a creat pentru mediul rural (și pentru orășelele mai mici) conceptul de magazin Loco, al cărui sortiment diferă în oarecare măsură de cel al unităților urbane. În iunie 2014, PROFI a inaugurat la Sighișoara primul magazin modular din sud-estul Europei, concept care, datorită unei tehnologii inovatoare, poate fi mărit sau micșorat în funcție de nevoi, sau chiar mutat în altă parte.

### Istorie
În noiembrie 2009, fondul de investiții Enterprise Investors a cumpărat rețeaua Profi, când lanțul număra 67 de unități, printr-o tranzacție de 66 de milioane de euro. De acum separată de magazinele din Belgia și Ungaria, rețeaua magazinelor PROFI reunite în cadrul companiei PROFI Rom Food SRL a început să se extindă pe piața românească. Într-un singur an au fost inaugurate 27 de magazine, ceea ce a determinat publicația de afaceri Ziarul Financiar să califice Profi drept lanțul de retail modern din România cu cea mai agresivă extindere în 2011.
Începând cu data de 14 februarie 2012, toate magazinele Profi au fost transformate în magazine de proximitate, renunțând la politica de magazine de solduri. În data de 22 februarie 2012, Profi a preluat toate magazinele lanțului Al Comsib.
În 2012 și 2013, Profi a preluat magazinele lanțurilor Al Comsib din Sibiu, Alimrom din Cluj-Napoca  și Pita din Botoșani.
În aprilie 2012, Profi România și-a deschis prima reprezentanță permanentă în Polonia, la Cracovia, pentru a facilita extinderea gamei de produse oferite de rețea și a crea condiții de reducere a prețurilor în cele peste 250 de magazine Profi din România.

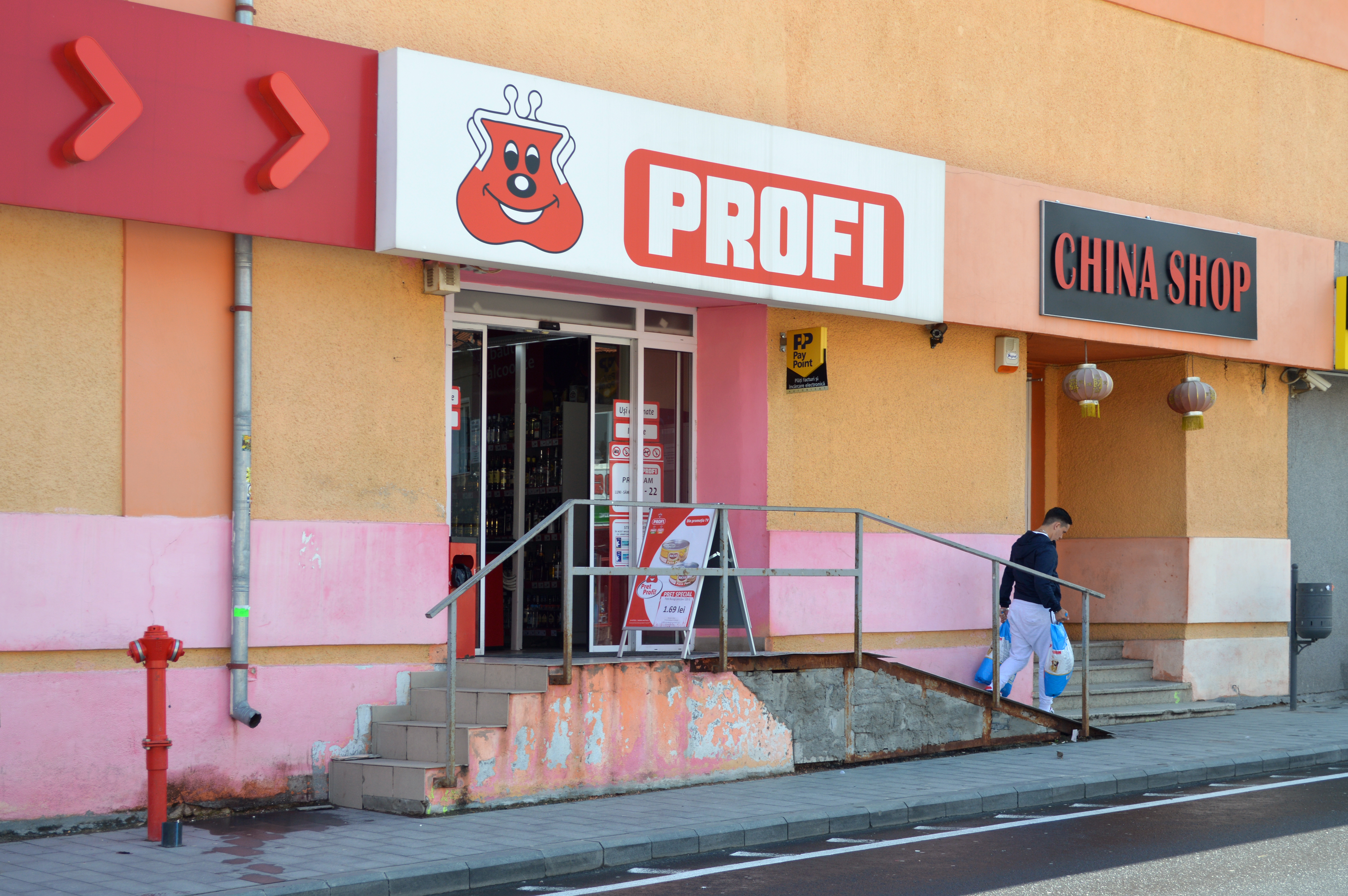
Supermarket Profi din Zărnești in 2017

La finalul anului 2016 PROFI număra 501 magazine prezente în 257 de localități din toate județele țării și municipiul București, fiind lanțul de magazine de proximitate cu cea mai mare extindere geografică în România.. Tot în 2016, PROFI apare pentru prima dată în raportul Deloitte Central Europe Top 500 direct pe poziția 399. De asemenea, PROFI a fost recunoscută ca fiind compania cu cea mai mare rată de creștere anuală a veniturilor, de 38,1 %, în rândul companiilor românești.
Din 2017, rețeaua a fost deținută de Mid Europa Partners (MEP), unul dintre principalele fonduri de investiții de pe piețele în creștere din Europa Centrală și de Sud Est. În 2019 Profi a stabilit un record absolut, devenind prima rețea cu mai mult de 1000 de magazine din România.
În 2023, rețeaua a fost vândută către Ahold Delhaize.

### Cifra de afaceri
| 2011              | 2015              |
| ----------------- | ----------------- |
| 220 milioane Euro | 2.547.961.743 RON |

### Număr de magazine
|              | 2010 | 2011 | 2012 | 2013 | 2014 | 2015 | 2016 | 2023 |
| ------------ | ---- | ---- | ---- | ---- | ---- | ---- | ---- | ---- |
| nr. magazine | 82   | 108  | 149  | 207  | 275  | 367  | 501  | 1720 |

### Număr de angajați
| 2015              | 2016              | 2023           |
| ----------------- | ----------------- | -------------- |
| 8.798 de angajati | 11506 de angajati | 13714 angajati |

### Evenimente organizate
- PROFI 3D Street, septembrie 2011, București: a doua lucrare stradală 3D, realizată de Manfred Stader, în fața unui magazin PROFI din București, reamplasată apoi în Brașov în anul 2012[28]
- PROFI Ice Store, decembrie 2013, București: inaugurarea primului magazin alimentar din gheață din lume[29]